# PH7
PH7 è un album discografico del cantante britannico Peter Hammill, pubblicato nel settembre 1978 dall'etichetta discografica Virgin Records.

## Tracce
Testi e musiche di Peter Hammill.
1. My Favourite – 2:53
2. Careering – 4:09
3. Porton Down – 3:45
4. Mirror Images – 3:54
5. Handicap and Equality – 4:04
6. Not for Keith – 2:31
7. The Old School Tie – 4:10
8. Time for a Change – 3:18
9. Imperial Worlds – 4:18
10. Gets Tense – 3:09
11. Faculty X – 4:19

## Musicisti
- Peter Hammill - voce, chitarra, tastiere
- Graham Smith - violino
- David Jackson - sassofono